# Symphostemon
Symphostemon là một chi thực vật có hoa trong họ Hoa môi (Lamiaceae).

## Loài
Chi Symphostemon gồm các loài: